# Lista de membros da Royal Society eleitos em 1670
Esta é uma lista de Membros da Royal Society eleitos em seu décimo-primeiro ano, 1670.

## Fellows
- Gustavus Helmfeld (1651-1674)
- Andre Monceaux (n. 1670)